# Ministère d'État (Luxembourg)
Pour les autres articles nationaux ou selon les autres juridictions, voir ministère d'État.
Au Grand-Duché de Luxembourg, le ministère d’État (en luxembourgeois : Staatsministère et en allemand : Staatsministerium) surveille la marche générale des affaires, et veille au maintien de l’unité des principes à appliquer dans les diverses parties de l’État.
En tant que coordinateur de l’action et garant de l’unité gouvernementale, la position du Premier ministre au sein du gouvernement peut être qualifiée de singulière en raison de son action prépondérante et indispensable pour garantir la cohésion du gouvernement et une mise en œuvre efficace de son action.
Le Premier ministre préside ainsi les séances du Conseil de gouvernement et veille à la coordination de la politique générale entre les départements ministériels. Le secrétariat général du Conseil de gouvernement assiste le Premier ministre pour exécuter cette tâche.